# Trifolium angustifolium
Trifolium angustifolium es una herbácea de la familia de las fabáceas.

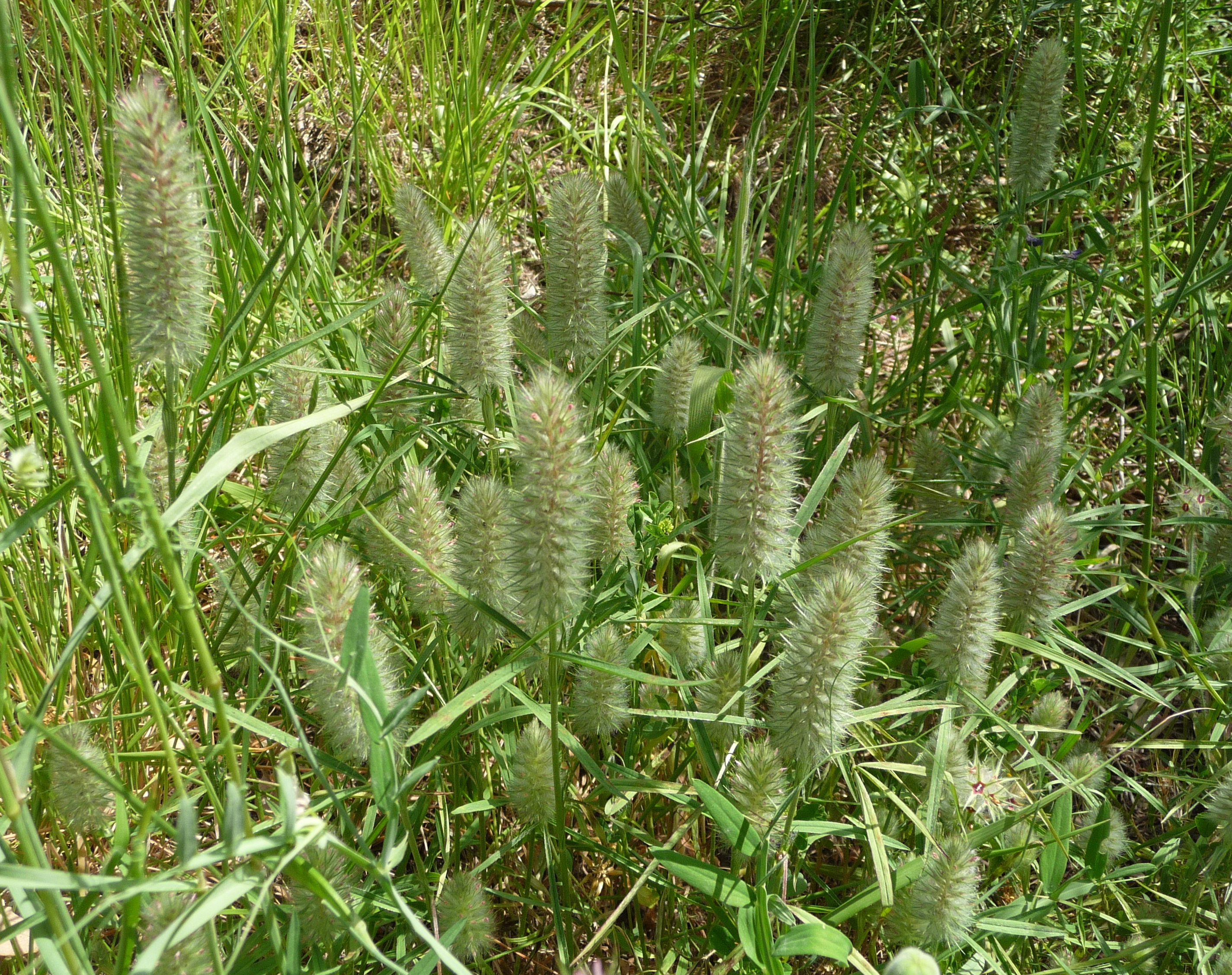
En su hábitat

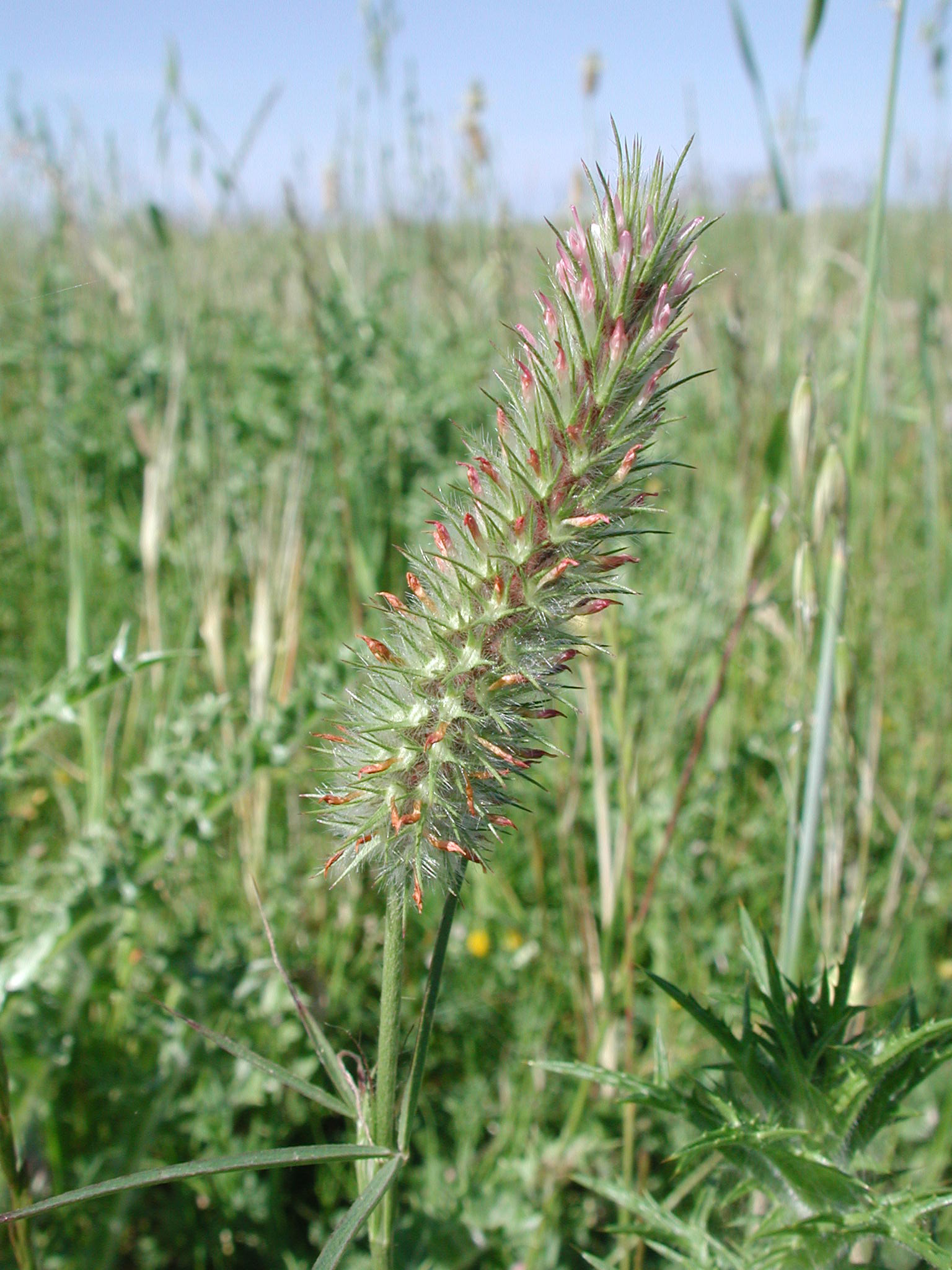
Vista de la planta

## Descripción
Planta anual pubescente, con tallos de hasta 40-50 cm, ramosos y escasos. Las hojas son pecioladas, trifoliadas, con foliolos de 2-8 cm de largo y 2-4 mm de ancho, lineares agudos, dentados al extremo, pubescentes por ambas caras. Las superiores carecen de pecíolo. Estípulas lanceoladas agudas, claramente nervadas, tubulares por la base. Flores rosadas, de 10-12 mm, en cabezuelas aisladas, estrechamente ovaladas, gruesas y pedunculadas. Cáliz con 10 nervios, densamente pubescente por el exterior y glabro por el interior; sépalos agudos y ciliados, soldados en su parte inferior en forma de tubo, que, en la madurez, queda cerrado por dos salientes. La apertura de las flores se produce prácticamente al unísono. Fruto envuelto por el cáliz. Florece a principios de verano

## Hábitat y requerimientos ambientales
En cunetas y baldíos. Especie típica de terrenos secos y arenosos.Preferencia por suelos ácidos. En suelos pobres de nitrógeno.
Aparece en el S. de Europa. Frecuente en toda la península ibérica

## Taxonomía
Trifolium angustifolium fue descrita por Carlos Linneo y publicado en Species Plantarum 2: 769. 1753.

### Citología
Número de cromosomas de Trifolium angustifolium (Fam. Leguminosae) y táxones infraespecíficos: 2n=16

### Etimología
Trifolium: nombre genérico derivado del latín que significa "con tres hojas".
angustifolium: epíteto que proviene del latín angustus = "estrecho" y folium = "hoja", haciendo referencia a los foliolos de la planta.
Sinonimia
subsp. pamphylicum (Boiss. & Heldr.) Ponert
- Trifolium pamphylicum Boiss. & Heldr.[6]

## Nombre común
- Castellano: abreojos, abrepuños, farrerola, jisopo, jopito, jopitos, jopo de zorra, pie de liebre granadina, pie de liebre mayor, pie de liebre mayor de hojas estrechas, piropo, rabo de gato, rabo de zorra, rabos de zorra, trebolillo, trebulo, trébol, trébol de hoja estrecha, trébol de zorra, trébul.[7]